# Brutus au Vert Écu
Brutus II, connu sous le surnom de « au Vert Écu »  (latin: Viride Scutum) est un roi légendaire de l’île de Bretagne (actuelle Grande-Bretagne), dont l’« histoire » est rapportée par Geoffroy de Monmouth dans son Historia regum Britanniae (vers 1135). Il est le fils du roi Ebrauc. Son règne aurait duré 12 ans.

## Le royaume de l’île de Bretagne
Après la guerre de Troie, Énée arrive en Italie, avec son fils Ascagne et devient le maître du royaume des Romains. Son petit-fils Brutus est contraint à l’exil après avoir accidentellement tué son père. Après une longue navigation, Brutus débarque dans l’île de Bretagne, l’occupe et en fait son royaume. Il épouse Innogen dont il a trois fils. À sa mort, le royaume est partagé en trois parties et ses fils lui succèdent : Locrinus reçoit le centre de l’île à qui il donne le nom de « Loegrie », Kamber reçoit la « Cambrie » (actuel Pays de Galles) et lui donne son nom, Albanactus hérite de la région du nord et l’appelle « Albanie » (Écosse). À la suite de l’invasion de l’Albanie par les Huns et de la mort d’Albanactus, le royaume est réunifié sous la souveraineté de Locrinus. C’est le début d’une longue liste de souverains.

## Brutus au Vert Écu
Son père le roi Ebrauc, a régné pendant 39 ans. Ses 20 épouses lui ont donné 30 filles, qui toutes vont épouser des nobles Troyens en Italie, et 20 fils qui vont conquérir la Germanie, à l’exception de l’aîné Brutus au Vert Écu, qui doit succéder à son père.
Brutus règne 12 ans après la mort de son père et c’est son propre fils Leil qui lui succède.

## Sources
- (en) Peter Bartrum, A Welsh Classical Dictionary : People in History and Legend Up to about A.D. 1000, Aberystwyth, National Library of Wales, 1993, 649 p. (ISBN 978-0-907158-73-8), p. 70 BRUTUS DARIANLAS ab EFROG Fictitious). (966-954 B.C.).
- Geoffroy de Monmouth, Histoire des rois de Bretagne, traduit et commenté par Laurence Mathey-Maille, Les Belles lettres, coll. « La Roue à livres », Paris, 2004,  (ISBN 2-251-33917-5).

## Note
1. ↑  Le premier du nom étant le fondateur du royaume, Brutus de Bretagne.